# Baccara
Baccara — іспанський жіночий поп- та диско-дует, створений у 1977 році. До оригінального складу групи входили виконавиці фламенко Марія Мендіола (María Mendiola; 4 квітня 1952, Мадрид — 11 вересня 2021, там само) та Майте Матеус (Mayte Mateos; 7 лютого 1951, Логроньо). Однією з найвідоміших їхніх пісень став хіт «Yes Sir, I Can Boogie».

## Історія
Знайомство Майте Матеос і Марії Мендіола відбулося на гастролях балету іспанського телебачення. Як з'ясувалося, жінки мали багато спільного. Під час цієї зустрічі у Майте виникла думка спробувати себе і Марію в якості музичного колективу і виступити на сцені. Ця ідея була успішно реалізована, і дует почав виступати в нічному клубі, розважаючи публіку. Незабаром між учасницями групи і власником цього клубу виникли розбіжності, наслідком чого стало звільнення обох солісток.
Однак Марія і Майте вирішили спробувати ще раз, уже в готелі «Tres Islas», на острові Фуертевентура. Їхні номери сподобалися власнику, і він залишив вокалісток працювати. На той момент дует не мав свого автора, і вони переспівували вже існуючі хіти таких популярних тоді виконавців, як ABBA, Boney M і Донна Саммер. У 1976 році вони навіть виступали на іспанському телебаченню як «дует Venus».
Відкрив цей дует 1977 року продюсер та шеф західноєвропейського відділу концерну «RCA» Леон Дін. Він відпочивав на Канарських островах, де в одному з готельних барів побачив двох іспанок, що танцювали та співали. Дін розпізнав у дівчатах незвичний талант і відразу уклав угоду на запис платівки в Гамбурзі. Дебютний сингл з піснею «Yes Sir, I Can Boogie» з'явився у травні того ж року і не тільки розійшовся в Європі в кількості понад три мільйони примірників, але також став великим хітом літа 1977 року, підійнявшись у британському чарті на друге місце. Авторами цього дискотечного шлягеру була нідерландська творча спілка: Френк Досталь та Ральф Соджа, які надалі стали головними поставником музичного матеріалу Baccara. Після цього успіху дует приготував твори до першого альбому, та під керівництвом свого менеджера Фреда Дікмана вирушив у турне Голландією, Японією та Іспанією. Наприкінці 1977 року концерн «RCA» видав дебютний лонгплей дуету, куди ввійшов ще один їх великий хіт-сингл: «Sorry I'm A Lady».
У 1979 році композиція The Devil Sent You To Laredo входить в десятку найбільш популярних пісень в Німеччині. Дует не сходить з телеекранів. Артисток запрошують у всілякі шоу, беруть інтерв'ю, їх пісні користуються популярністю на дискотеках. В кінці 1970-х років дует, поряд з ABBA і Boney M, мав неймовірну популярність в СРСР.
У 1980 році був записаний черговий сингл Sleepy Time Boy / Candido. На думку Марії Мендіола, якість запису була жахливою: її голос майже не було чутно на записі. Вона зі скандалом зажадала вилучити сингл з продажу і навіть подала до суду на звукозаписну компанію. Що характерно, сингл дійсно провалився.
Рольф Соя і Френк Досталь відмовилися далі працювати з Марією Мендіола, тому було вирішено записати наступний альбом «Bad Boys» з іншими продюсерами (Bruce Baxter і Graham Sacher). Цей четвертий альбом дуету повністю провалився. Коштів на подальший розвиток не було, як і не було бажання працювати разом. Солістки розійшлися і почали будувати сольні кар'єри.
23 лютого 2007 року Майте Матеос зареєструвала права на торгову марку Baccara на території Європейського співтовариства за класами 9, 25 та 41 класифікації Ніцци, та отримала патент під номером 005742374.
Однак у липні 2013 року Марія Мендіола заперечила в суді права Майте Матеос на використання торгової марки. В результаті судового процесу, який проходив у Німеччині та тривав 4 роки, права на назву Baccara були передані Марії Мендіоле. 31 липня 2017 року Марія Мендіола зареєструвала під номером 014058622 права на назву Баккара у класах 9 (випуск звуконосіїв) та 41 (концертні виступи). Після смерті Марії Мендіоли права на назву Baccara перейшли Христині Севільї, що дозволяє Христині як виступати, а й випускати диски.
Майте Матеос Баккара (1983 р. — сьогодення)
Після розпаду оригінального складу дуету Майте Матеос продовжувала співпрацювати з Рольфом Сойя, і записала на студії RCA три сольних сингли: «Souvenirs From Paradise» (1981), «Recuerdos Del Ayer» (1981) і «Malaguena» (1982), але вони не мали великого успіху. У 1983 році Майте вирішує повернутися до проекту «Baccara», оскільки фанати дуету хотіли бачити на сцені саме двох дівчат. Всього за 80-ті роки Майте змінила більше 12-ти партнерок, в тому числі Ángela Muro, Sole García, Jane Comerford, Marissa Perez, Carmen, Cristina Sevilla, Paloma Blanco, Isabel Patton, Romy Abradelo, Rose, Francesca Rodrigues і María Marín. Однак колишньої популярності Майте не мала. В кінці 80-х вона повернулася до сольної кар'єри і записала сингли «Roses And Wine» (1987) і «I Do, I Do» (1988), а також досить успішний альбом «Spanish Dreams» (1988) на лейблі Polydor в Швеції.
У 1999 році Майте Матеос і її нова партнерка Хрiстiна Севілья (Cristina Sevilla) створили групу «Baccara 2000» і випустили однойменний альбом . У 2004 році вони взяли участь в шведському конкурсі «Melodifestivalen-2004» з піснею «Soy tu Venus por esta noche»  і випустили ще один альбом . У 2008 році Майте і її чергова партнерка Paloma Blanco записали черговий альбом «Satin… In Black & White», продюсерами якого виступили Ральф Сойя і Френк Досталь, які в 70-е продюсували записи оригінального дуету «Baccara», проте продажі альбому були невтішними. 
Ще за часів активності оригінального складу дуету Баккара, Майте Матеос вийшла заміж за норвезького продюсера Торе Сівертсена. У 2010 році шлюб Майте розпався, і вона переїхала зі Стокгольма на острів Майорка, де й мешкає до теперішнього часу. Торе залишився жити в Гамбурзі, і продовжує бути менеджером своєї колишньої дружини.
Марія Мендіола Баккара (1985-2021)

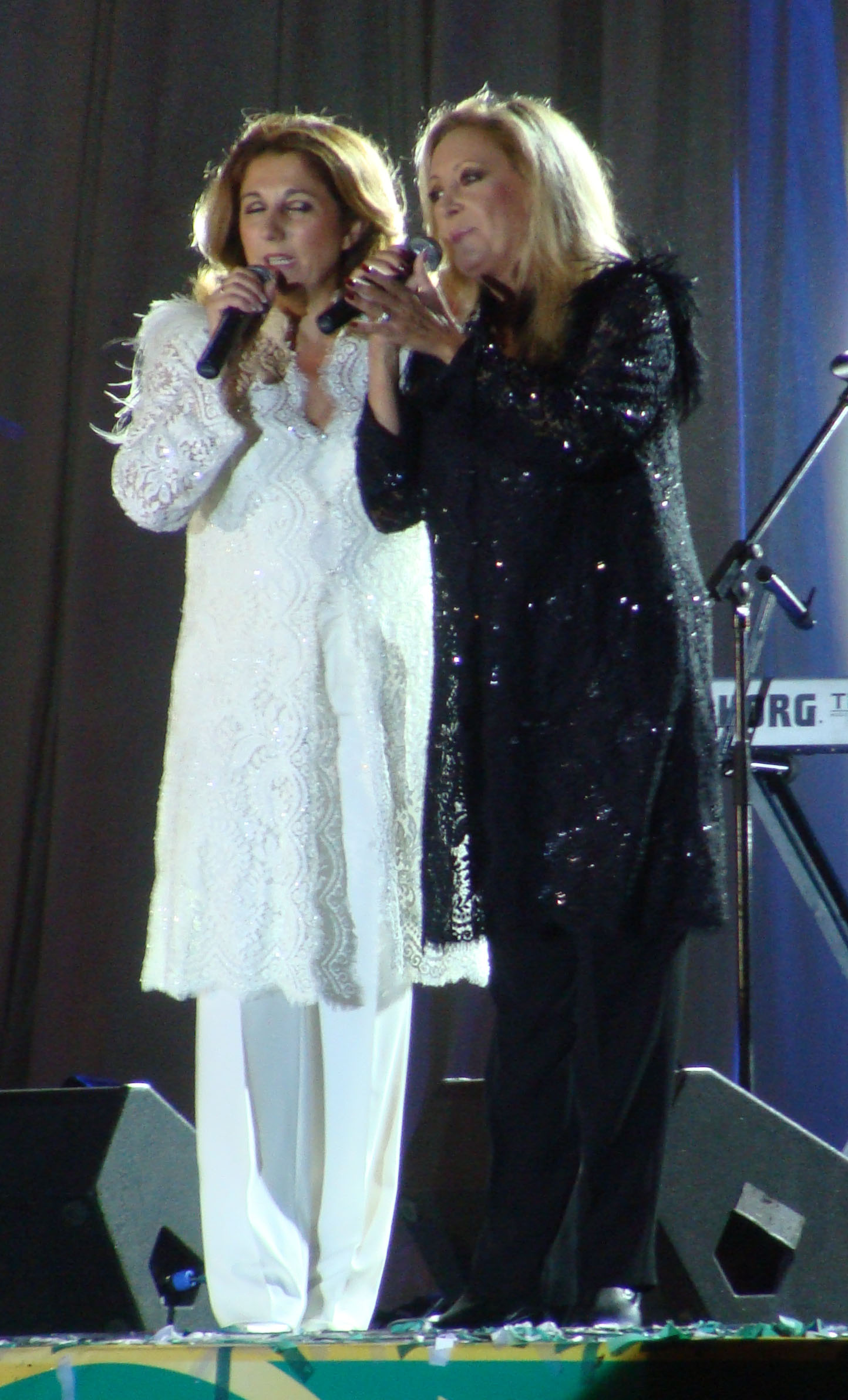
Хрiстiна Севілья (ліворуч) та Марія Мендіола (праворуч), 2011 рік

Марія Мендіола в 1981-82 роках записала кілька синглів і альбом «Born Again» на лейблі EMI Electrola, але вони пройшли непоміченими публікою, і якийсь час Марія займалася тим, що викладала аеробіку. В середині 1980-х років студія BMG всіляко намагалася «воскресити» колишніх зірок. Марія отримала пропозицію запустити проект New Baccara. Її партнеркою стала Марісса Перес, раніше була однією з партнерок Майте Матеос. Луї Родрігес, один з кращих аранжувальників студії, написав для них сингли Call Me Up (1986), Fantasy Boy (1988)  Touch Me (1989) . Два останніх були випущені на лейблі Bellaphone. Ці композиції можна назвати суперхітами євродиско, так як зроблені вони в звичній манері того часу — подібно C.C.Catch Кароліна Катарина Мюллер, Modern Talking, Lian Ross. У 1990 році Марія і Марісса відвідали СРСР, а пізніше часто відвідували Росію і країни СНД. У вересні 2001 року Марія Мендіола та Маріса Перез виступили у Києві.
У 2008 році Маріссі Перес був поставлений діагноз «гострий поліартрит», внаслідок чого вона не змогла більше брати участь в живих виступах «New Baccara». На концертах її деякий час заміняла Лаура Мендіола, племінниця Марії. Група під ім'ям «Baccara» продовжувала гастролювати і записувати нові пісні в складі Марії Мендіола і Христини Севільї, яка покинула «Baccara 2000». У такому складі група регулярно відвідувала країни СНД і неодноразово виступала на фестивалях «Дискотека 80-х Авторадіо» і «Легенди Ретро FM» . У репертуарі групи — всі хіти оригінального колективу і пісні проекту NEW BACCARA, записані у співпраці з Луї Родрігесом. 
Марія Мендіола померла 11 вересня 2021 року у Мадриді . 
Вона померла у родинному колі. За повідомленням родичів, понад 20 років Марія Мендіола страждала на рідкісне захворювання крові, але основною причиною її смерті став рак легенів.
Хрiстiна Севілья Баккара (2022-сьогодення)
У січні 2022 року Хрiстіна Севілья ухвалила рішення продовжити виступи під назвою Baccara. 26 січня 2022 року Хрістіна представила свою нову партнерку по сцені - Хелену де Кірога.  
Перший виступ дуету в оновленому складі відбувся у Києві, у середині лютого 2022 року.
У 2022 році Хрiстiна Севілья та Хелена де Кірога виступили в у місті Севілья на показі круїзної колекції будинку мод Крістіан Діор , в Мадриді на гей-параді МаДо, в Лондоне на фестивалі Guilfest , у Шотландіi на фестивалі Doune the Rabbit Hole , на Küüslaugufestival у Естоніi, на виставці квітів  у Німеччинi, а також у США . 
У жовтні 2002 року Baccara взяли участь у благодійному заході 'Elle cancer ball' .
Також у 2022 році Севілья та де Кірога випустили на лейблі "Студіо 33" пісню "Don't let this feeling go away" , яку спродюсував Луїс Родрігез.
У 2023 році Baccara виступили у місті Оруро в Болівіi, у Ризі на фестивалі Nostalgia Fest , у США на фестивалі New Wave fest .

## Дискографія
- 1977 «Baccara»
- 1978 «Light My Fire»
- 1979 «Colours»
- 1981 «Bad Boys»
- 1990 — F.U.N. (Maria)
- 1994 — Our Very Best (Mayte)
- 1999 — Baccara 2000 (Mayte)
- 1999 — Made in Spain (Maria)
- 2000 — Face to Face (Maria)
- 2002 — Greatest Hits (Maria)
- 2004 — Soy tu Venus (Mayte)
- 2006 — Singles Collection (Maria)
- 2008 — Satin… In Black and White (Mayte)
- 2017 — I Belong To Your Heart (Maria)